# Bonar Colleano
Bonar Colleano (14 de marzo de 1924 – 18 de agosto de 1958) fue un actor teatral y cinematográfico estadounidense, cuya carrera transcurrió en el Reino Unido.

## Biografía
Nacido en la ciudad de Nueva York, su verdadero nombre era Bonar William Sullivan. En su infancia formó parte del Circo Ringling Brothers, en el cual trabajaba su familia, artistas de origen australiano, a los cuales siguió cuando en 1936 viajaron al Reino Unido para actuar en el London Palladium. Durante varios años fue artista de music-hall y, durante la Segunda Guerra Mundial, se dedicó a participar en espectáculos de entretenimiento para las tropas en el Reino Unido, no siendo llamado por ninguna nación para hacer el servicio militar.
El primer papel importante de Colleano para la gran pantalla llegó en 1945 con el drama bélico The Way to the Stars, encarnando a un soldado americano. Análogos papeles tuvo en  Wanted for Murder (1946), A Matter of Life and Death (1946) y While the Sun Shines (1947). Fue un italiano en la comedia musical One Night with You (1948), rodando después Good-Time Girl (1948) y Sleeping Car to Trieste (1948) antes de ser protagonista en Once a Jolly Swagman (1949), junto a Dirk Bogarde.
La carrera de Colleano se reforzó cuando fue escogido para el papel de Stanley Kowalski en la producción teatral inglesa de Un tranvía llamado Deseo representada en el Aldwych Theatre de Londres, con dirección de Laurence Olivier y con Vivien Leigh como protagonista femenina. El éxito le facilitó obtener papeles cinematográficos de mayor importancia, como en el film A Tale of Five Cities (1951), pudiendo volver a Estados Unidos para actuar en el film bélico Eight Iron Men (1952), dirigido por Edward Dmytryk y producido por Stanley Kramer. De nuevo en el Reino Unido, trabajó junto a Diana Dors en la comedia Is Your Honeymoon Really Necessary (1953), tras la cual Hollywood le ofreció una oportunidad con un papel de coprotagonista, junto a Lana Turner y Carlos Thompson, en el melodrama Flame and the Flesh (1954), rodado en Inglaterra e Italia.
Colleano rodó de nuevo producciones británicas, y aparecía en The Sea Shall Not Have Them (1954), Joe MacBeth (1955) y Zarak (1956), esta última producida por Warwick Films, compañía para la que actuó en Interpol (1957) y Tank Force! (1958), ambas junto a Victor Mature, Fire Down Below (1957, junto a Jack Lemmon), y The Man Inside (1958).
En 1946 se casó con la actriz Tamara Lees, de la que se divorció en 1951. Su segunda esposa fue la actriz Susan Shaw, con la cual actuó en el film Pool of London (1951), y con la que tuvo en 1955 un hijo, Mark, que también fue actor. De una anterior relación, Colleano tuvo otro hijo, Robbie McIntosh, futuro baterista del grupo musical escocés Average White Band.
Bonar Colleano falleció trágicamente en 1958, a los 34 años de edad, en un accidente de tráfico cuando volvía de una representación de la comedia teatral Will Success Spoil Rock Hunter? en el New Shakespeare Theatre de Liverpool. El siniestro tuvo lugar en las cercanías de Birkenhead. Su pasajero, su colega y amigo Michael Balfour, quedó gravemente herido, pero sobrevivió al accidente.

## Filmografía (selección)
- 1945 : The Way to the Stars, de Anthony Asquith
- 1946 : Wanted for Murder, de Lawrence Huntington
- 1946 : A Matter of Life and Death, de Michael Powell y Emeric Pressburger
- 1948 : One Night with You, de Terence Young
- 1948 : Broken Journey, de Ken Annakin
- 1948 : Good-Time Girl, de David MacDonald
- 1948 : Sleeping Car to Trieste, de John Paddy Carstairs
- 1949 : Give Us this Day, de Edward Dmytryk
- 1950 : Dance Hall, de Charles Crichton
- 1951 : Pool of London, de Basil Dearden
- 1951 : A Tale of Five Cities, de Montgomery Tully
- 1952 : Eight Iron Men, de Edward Dmytryk
- 1953 : Is Your Honeymoon Really Necessary, de Maurice Elvey
- 1954 : Flame and the Flesh, de Richard Brooks
- 1954 : The Sea Shall Not Have Them, de Lewis Gilbert
- 1955 : Joe MacBeth, de Ken Hughes
- 1956 : Zarak, de Terence Young
- 1957 : Interpol, de John Gilling
- 1957 : Fire Down Below, de Robert Parrish
- 1958 : Tank Force!, de Terence Young
- 1958 : The Man Inside, de John Gilling